# El Polledo
El Polledo (oficialmente en asturiano: El Pullíu) es un pueblo de la provincia de Asturias situado en la comunidad del Principado de Asturias, perteneciente al ayuntamiento de San Martín del Rey Aurelio, se encuentra en el valle de La Hueria, en plena cuenca minera del Nalón a una altitud de 400 metros sobre el nivel del mar y está a 2 km de El Entrego, del Centro Comercial Valle del Nalón y del Museo de la Minería, también a 36 km de Oviedo, 43,3 km de Gijón y a 35 minutos de la playa. Actualmente tiene unos 56 habitantes, entre ellos muchos niños, es uno de los pocos pueblos del concejo donde crece el número de niños y personas jóvenes y uno de los que más ha crecido. En él conviven personas recién nacidas, adolescentes, mediana edad y ancianos. 
El pueblo se ha visto mejorado en los últimos años por una continua rehabilitación de su entorno, sus construcciones antiguas, puesto que casi todas las casa datan de 1860 y nuevas construcciones. Cuenta con un negocio de turismo rural. 
Está comunicado con líneas de transporte público y también tiene transporte escolar al Colegio Público El Bosquín y al Instituto Virgen de Covadonga. 
Ha sido candidato al Premio al Pueblo Ejemplar de Asturias en 2013 y 2014.